# Sbarramento di Tel
Lo sbarramento di Tel (in tedesco Sperre Töll) è uno sbarramento che fa parte del XIII settore di copertura Venosta, nel Vallo alpino in Alto Adige. Lo sbarramento si trova presso la frazione Tel di Parcines, poco sopra Merano.

## Storia
Situato alla stretta di Tel, nei pressi del bivio per Lagundo, faceva parte del II sistema difensivo che aveva, da sud a nord-est, il seguente andamento: monte Guardia (ted. Hochwart) – Colle Scabro (ted. Rauher Bühel) – Tel – monte Lavagna (ted. Schiefer Spitze) – Il Corno (Spitz-Horn).
Lo sbarramento, previsto nel programma lavori dell'ottobre 1939, in dicembre dello stesso anno era ancora in progetto. Fu proposto un caposaldo di fondo valle con funzione di arresto per carri e fanteria e una linea di opere disposte alla sinistra del Rio Tovo di Tel (ted. Töllgraben); in tutto 9 appostamenti in calcestruzzo seguendo i dettami della circolare 7000, protetti ai medi calibri, per un totale di 17 mitragliatrici e 2 pezzi anticarro. Una caratteristica della posizione è il rio Tovo, che si presenta come un fossato naturale di notevole larghezza e profondità costituendo un valido ostacolo anticarro. Lo sbarramento costruito nel 1940, era composto da 14 opere che seguivano invece i dettami della circolare 15000 (su 16 previste) la loro disposizione sul terreno ricalcava quella del vecchio progetto; l'unica differenza era una modesta estensione alle ali, rispettivamente sulle pendici sud di Cima Rosa (ted. Rötel-Spitze) e quella nord di cima Larici (ted. Larchberg). Nella sistemazione erano comprese 3 opere d'artiglieria e precismanente:
- Opera 1: era installato un pezzo da 75/27 in casamatta di calcestruzzo.
- Opera 13: batteria da 75/27 in casamatta di calcestruzzo con direttrice la zona di Sant'Elena (Sankt Helena), a ovest di Tel. L'opera ultimata negli scavi è rimasta incompiuta.
- Opera 10: con 3 pezzi da 75/27 con azione sul tratto tra Parcines e il rio Tovo.

Le tre opere erano munite di osservatorio in casamatta con piastra corazzata.
L'opera 1 bis era composta da 2 ricoveri in caverna per il presidio dei Nuclei armi supplementari - N.A.S. di 15 militari ciascuno. A parte l'opera 13 e la 14 la cui costruzione venne sospesa. Le rimanenti opere furono tutte ultimate ma nessuna ricevette gli allestimenti interni ne tantomeno le armi. La sede del comando sbarramento (diviso in 5 gruppi) era prevista nell'opera 3. Riguardo alla difesa anticarro, oltre allo sfruttamento dell’ostacolo naturale costituito dal rio Tovo, erano previsti sbarramenti con putrelle sulle sedi stradali e ferroviarie e due interruzioni ai ponti sull'Adige. Sempre in difesa della linea ferroviaria era previsto un pezzo anticarro in postazione campale all'ingresso della galleria nei pressi dell'opera 9. La medesima era sprovvista di ricovero truppa poiché a tale scopo era stata destinata la galleria ferroviaria.

## Tabella delle opere dello sbarramento
|            | Tipo           | Fuc. MTR | MTR | Cann A.C. | Cannoni 75/27 | Osserv. | Mortai | Note           |
| ---------- | -------------- | -------- | --- | --------- | ------------- | ------- | ------ | -------------- |
| Opera 1    | Grande RCC/CLS | 1        | 2   | -         | 1             | 1/c     |        |                |
| Opera 1bis | 2 CAV ricovero | -        | -   | -         | -             | -       |        |                |
| Opera 2    | Grande CLS     | -        | 5   | 1         | -             | -       |        | Capo gruppo    |
| Opera 2bis | RCC/CAV        | 1        | 4   | -         | -             | -       |        |                |
| Opera 3    | Grande CAV     | -        | 5   | -         | -             | 1/t     |        | Comando Sbarr. |
| Opera 4    | Grande CLS     | 1        | 5   | -         | -             | -       |        | Capo gruppo    |
| Opera 5    | Media CLS      | 2        | 2   | -         | -             | -       |        | Capo gruppo    |
| Opera 6    | Media CLS      | -        | 4   | -         | -             | -       | 2      |                |
| Opera 7    | Grande CLS     | -        | 5   | -         | -             | -       |        |                |
| Opera 8    | Media RCC/CLS  | -        | 2   | 2         | -             | -       |        |                |
| Opera 9    | Media RCC/CLS  | -        | 4   | -         | -             | -       | 2      | Capo gruppo    |
| Opera 10   | Grande CAV     | -        | 2   | -         | 3             | 1/c     |        |                |
| Opera 11   | Media CLS      | 1        | 3   | -         | -             | 1/t     |        | Capo gruppo    |
| Opera 12   | Media CLS      | 2        | 3   | -         | -             | -       | 2      |                |
| Opera 13   | Grande CAV     | -        | 5   | -         | 4             | 1/c     |        | 1 proiettore   |
| Opera 14   | Media CLS      | -        | 3   | -         | -             | -       |        |                |
| Totale     | 16             | 8        | 54  | 3         | 8             | 5       | 8      |                |